# 2009년 몽골 대통령 선거
2009년 몽골 대통령 선거가 5월 24일 몽골에서 열렸다.
몽골 인민혁명당의 남바린 엥흐바야르 후보와 민주당의 차히아긴 엘베그도르지 후보가 경쟁을 했다. 총 73.52 %의 투표율에 남바린 엥흐바야르 후보가 47.44 %, 차히아긴 엘베그도르지 후보가 51.24 %를 득표해 민주당 후보가 승리하였다.

## 결과
| 이름                  | 정당            | 득표율 | 득표수    | 비고 |
| --------------------- | --------------- | ------ | --------- | ---- |
| 차히아긴 엘베그도르지 | 민주당          | 51.24% | 562,459표 | 당선 |
| 남바린 엥흐바야르     | 몽골 인민혁명당 | 47.44% | 520,805표 |      |

- 득표율은 총투표수 대비 백분율을 가리킨다.